# Il signore dei vampiri
Il signore dei vampiri (The Vampire Master) è un romanzo pubblicato da Edmond Hamilton su Weird Tales tra il 1933 e il 1934  con lo pseudonimo di Hugh Davidson. Primo di una breve serie di avventure del dottor Dale, occultista in lotta contro le forze del male, composta da questo romanzo e dal successivo House of the Evil Eye del 1936.

## Trama
Il dottor Dale e il suo assistente Owen si trovano a dover combattere un vampiro molto potente, tornato a mietere vittime in una remota contea dello stato di New York che aveva infestato duecento anni prima.

## Edizioni
- J. Hugh Davidson, Il signore dei vampiri, traduzione e introduzione di Gianni Pilo, Newton Compton, 2008, ISBN 978-88-541-1374-9.